# Zuid-Russische regering
De Zuid-Russische regering (Russisch: Южнорусского Правительства, Joeznoroesskogo Pravitelstva) was een regering van de Witten in Novorossiejsk in het gebied van de Koeban. Het werd tijdens de Russische Burgeroorlog in maart 1920 opgericht door commandant Anton Denikin van het Zuid-Russische Leger.
Op 27 maart 1920 werd Denikin gedwongen Novorossiejsk te verlaten en naar de Krim te vluchten, dat de Witten vanaf juni 1919 bestuurden. Het terugtrekken van de vloot bracht Denikin in diskrediet, waarna hij opstapte. Hij werd opgevolgd door generaal Pjotr Wrangel, die in de Militaire Raad tot hoogste commandant van het Witte Leger werd gekozen. 
De Zuid-Russische regering werd op 30 maart in Feodosija ontbonden. Wrangel richtte in april een nieuwe regering van Zuid-Rusland op in Sebastopol.
De poging van de Witten om een burgerregering op te zetten was een erkenning dat het eerdere gebrek hiervan tijdens het Generaal Commando voor de militaire strijdkrachten van Zuid-Rusland de Witten steun van het volk had gekost.